# Родопски метеж (1878)
Родопският метеж (познат още като Родопско въстание и Сенклеров бунт) е въоръжено движение на турци и помаци срещу Временното руско управление, в част от Родопите след Руско-турската война от 1877 – 1878 година.
Възниква през февруари 1878 година с участието на останките от армията на Сюлейман паша, разбита от руснаците в битката при Пловдив (само месец по-рано) и турски бежанци. Сред командирите на метежниците е бившият британски консул във Варна и офицер от османската армия Станислас Сенклер.
Първоначалните средища са Беломорието, районите на Кърджали и Ахъчелебийско. Впоследствие размириците се разрастват и в Западните Родопи. С подкрепата на Великобритания османската дипломация използва метежа като аргумент за ревизия на границите в Тракия, наложени със Санстефанския мирен договор.
Към октомври метежът е потушен от руски войски с помощта на български чети начело с войводата Петко Киряков.
Съгласно Берлинския договор Кърджалийска околия е придадена към автономната област Източна Румелия, а Ахъчелебийско остава в Османската империя (също както предвижда и договорът от Сан Стефано). Двадесет българомохамедански села около Тъмръш отказват да признаят източнорумелийската власт и са формално присъединени към империята през 1886 година.